# Protaetia affinis
Protaetia affinis är en skalbaggsart som beskrevs av Johan D. Andersch 1797. Protaetia affinis ingår i släktet Protaetia och familjen Cetoniidae.

## Underarter
Arten delas in i följande underarter:
- P. a. pyrodera
- P. a. tyrrenica
- P. a. pseudospeciosa
- P. a. falsafii

## Bildgalleri

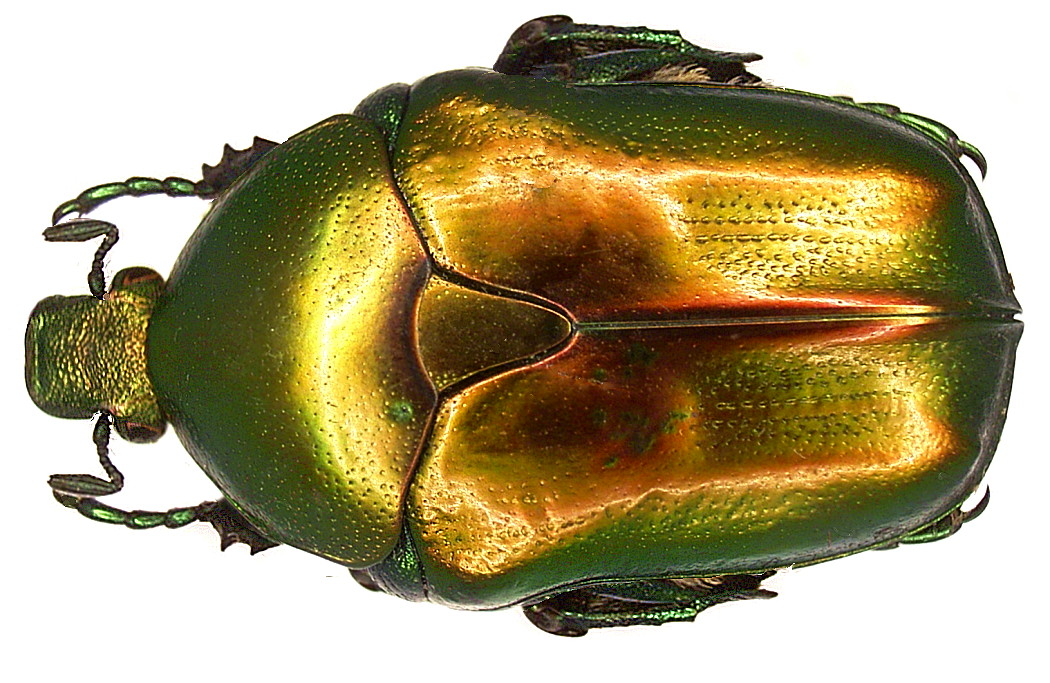
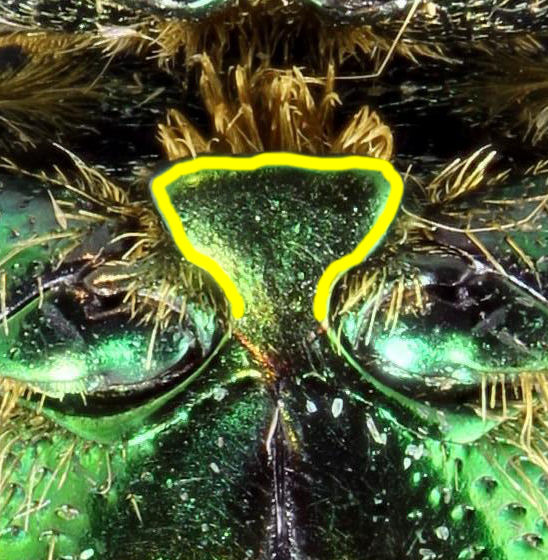
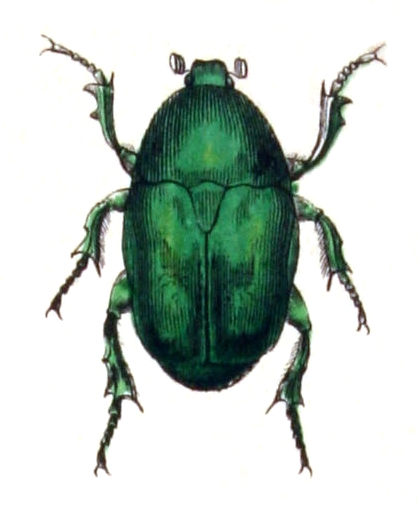